# Nostra Signora della Porta dell'Aurora
Nostra Signora della Porta dell'Aurora (lituano: Ausros Vartu Dievo Motina, polacco: Matka Boska Ostrobramska, bielorusso: Маці Божая Вастрабрамская) è un'immagine della Vergine venerata dai fedeli della Lituania. Si trova a Vilnius, la capitale, nella cappella della Porta dell'Aurora. È l'immagine mariana più venerata della Lituania. È anche la patrona principale dell'arcidiocesi di Białystok in Polonia (eretta nel 1991 sulla parte rimasta polacca dell'arcidiocesi di Vilnius).
Il dipinto rinascimentale, completato probabilmente nella prima metà del XVII secolo, è una raffigurazione della Madonna senza Gesù Bambino.
L'opera fu presto ritenuta miracolosa ispirando un culto. Una cappella a lei dedicata è stata costruita nel 1671 dai Carmelitani Scalzi. Allo stesso tempo, secondo la tradizione cristiano ortodossa orientale, il dipinto fu ricoperto in argento e in oro lasciando solo il viso e le mani visibili.
Nei secoli successivi, il culto crebbe fortemente e il dipinto divenne una parte importante della vita religiosa a Vilnius. Il culto ha ispirato molte copie in Lituania, Polonia, e nelle comunità della diaspora in tutto il mondo. La cappella fu visitata da papa Giovanni Paolo II nel 1993. Si tratta di un importante sito di pellegrinaggio a Vilnius e attira molti visitatori, soprattutto dalla Polonia.

## Storia

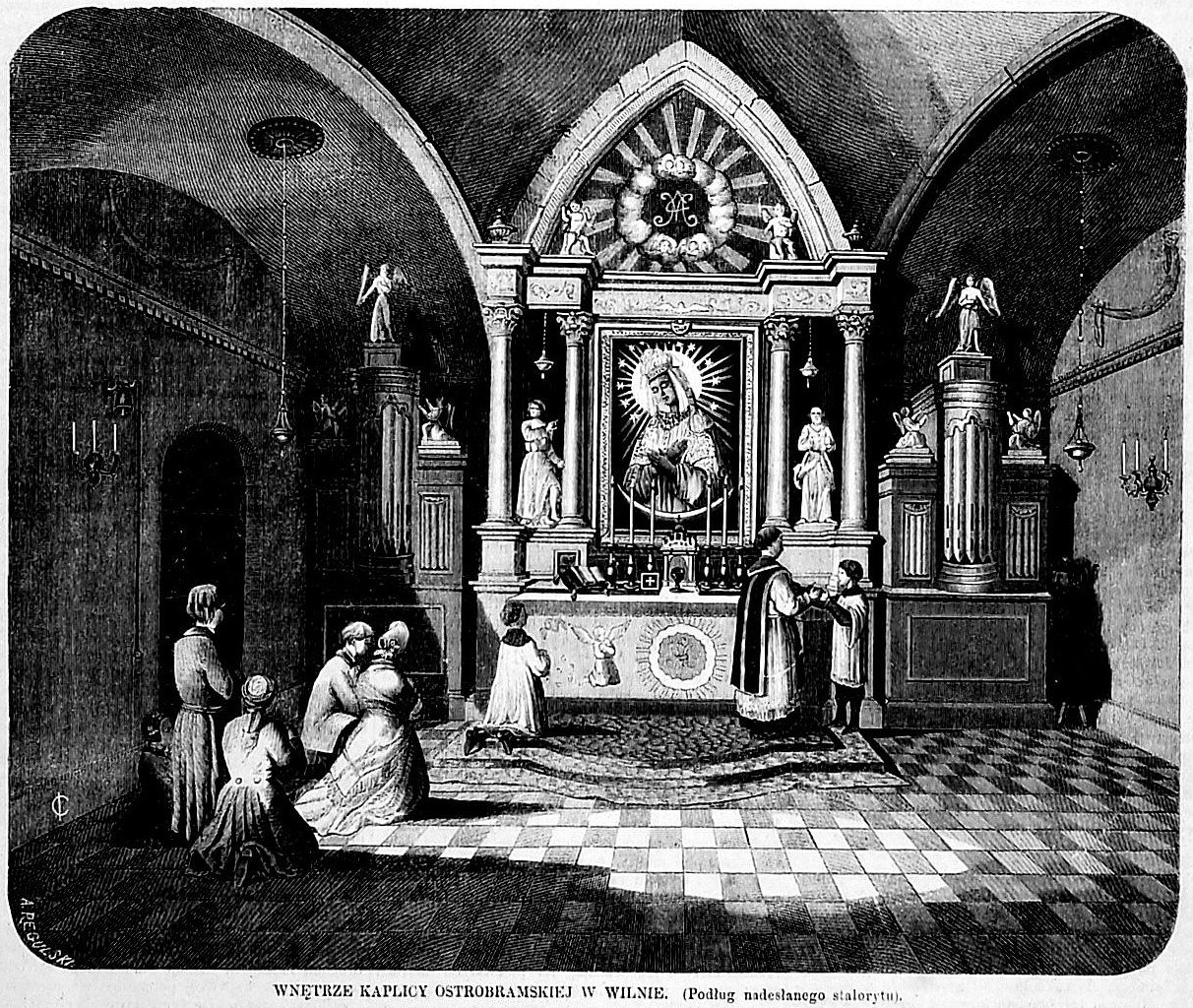
Interno della cappella di Nostra Signora della Porta dell'Aurora (1864)

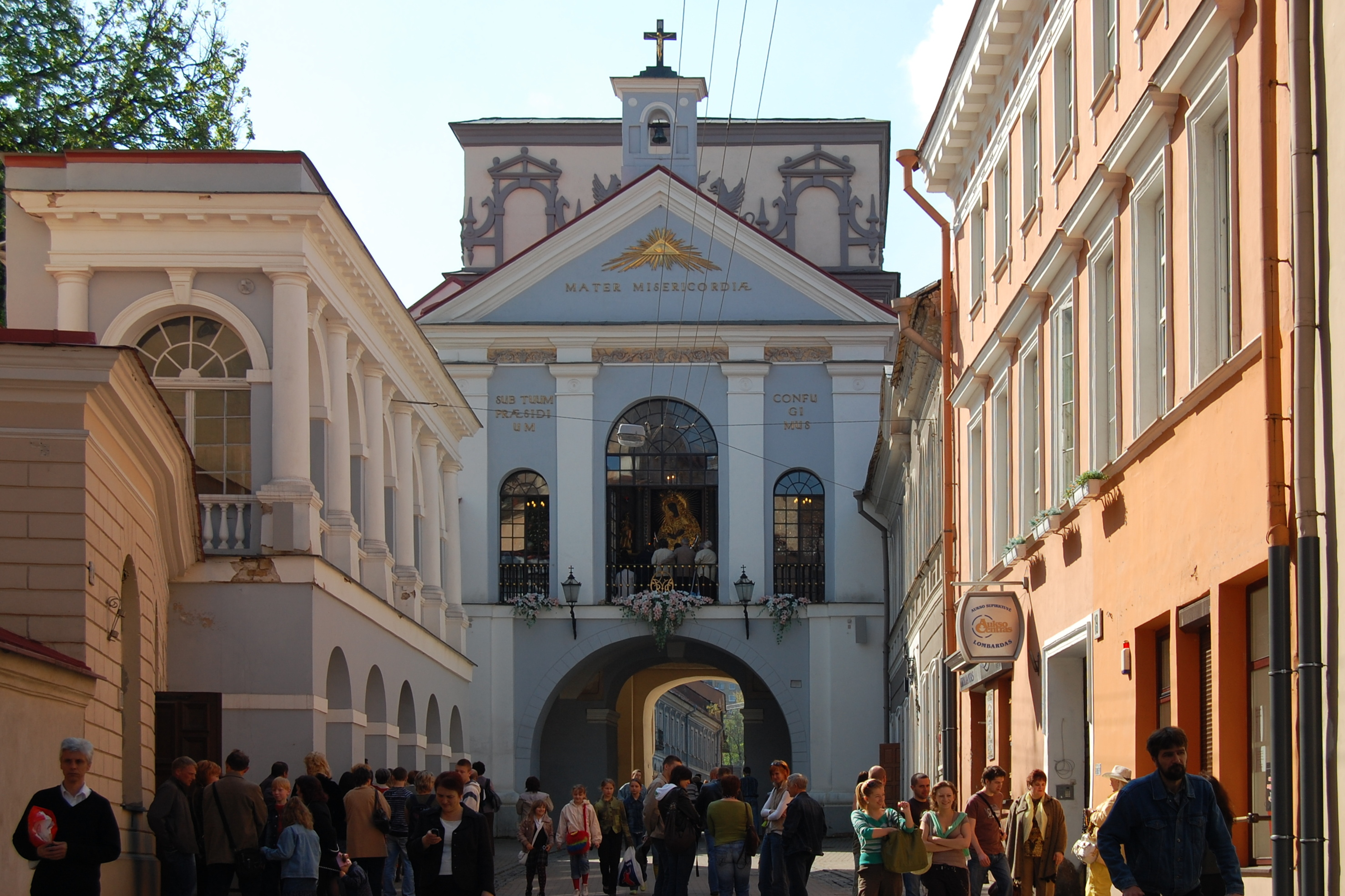
La Porta dell'Aurora a Vilnius; la cappella di Nostra Signora della Porta dell'Aurora è al centro dietro la finestra di vetro

Si crede che il dipinto sia stato commissionato dal governo di Vilnius. Era consuetudine porre dipinti o sculture di vari santi nelle nicchie delle pareti sperando che proteggessero l'edificio. Il governatore di Vilnius commissionò due dipinti, uno raffigurante il Signore Gesù Salvatore ("Salvator mundi"), e l'altro la Beata Vergine Maria. Entrambi decoravano la Porta dell'Aurora delle mura della città di Vilnius – una struttura difensiva all'epoca senza alcuna importanza religiosa. Il dipinto del Signore Gesù decorava l'esterno della porta, mentre Nostra Signora era posta grosso modo nello stesso posto dov'è ora – una piccola nicchia protetta mediante imposte dalla pioggia e dalla neve. Scale strette e ripide conducevano a un balconcino dove i fedeli potevano accendere candele e pregare. Nel 1650, Albert Wijuk Kojałowicz pubblicò Miscellanea, elencando tutti i dipinti miracolosi di Maria, ma non menzionava Nostra Signora della Porta dell'Aurora.
A metà del XVII secolo i Carmelitani Scalzi costruirono la Chiesa di Santa Teresa e il loro monastero vicino alla Porta dell'Aurora. Nel 1655 la città fu conquistata, saccheggiata e spopolata durante la battaglia di Vilnius della guerra russo-polacca. Probabilmente il governo della città, a corto di fondi, affidò la manutenzione della porta e i dipinti ai Carmelitani. Il dipinto del Signore Gesù fu spostato nel monastero carmelitano e poi nella Cattedrale di Vilnius (un affresco di Gesù fu dipinto nella sua nicchia originale nel XIX secolo). Nel 1671, i monaci fondarono una cappella di legno, dedicata a Nostra Signora, accanto alla torre della porta. Intorno a quel periodo il dipinto fu coperto di costosi abiti d'argento. Verso quell'epoca il dipinto era già oggetto di venerazione pubblica e alla cerimonia di consacrazione della cappella presenziarono molte eminenti figure del tempo: il Cancelliere Krzysztof Zygmunt Pac, il Grande Hetman Micheł Kazimierz Pac, senatori del sejm generale, e altri.
Nel maggio 1715, la cappella di legno bruciò completamente, ma il dipinto fu salvato e posto nella Chiesa di Santa Teresa. Nel 1720 fu consacrata l'attuale cappella di mattoni alla presenza di quattro vescovi, di numerosi senatori e di una grande folla di fedeli. Nel 1761, il monaco Ilario pubblicò Relacja o cudownym Obrazie Naijświętszej Marji Panny etc. ("Relazione sul miracoloso dipinto della Santissima Vergine Maria ecc."), la principale fonte per la storia iniziale del dipinto e anche la prima raccolta di vari miracoli a esso attribuiti. Nel 1773 papa Clemente XIV concesse un'indulgenza ai fedeli, designando la cappella come luogo di pubblica venerazione, e fondò un'associazione caritatevole. Al principio del XIX secolo, le autorità zariste demolirono il muro e le porte della città, eccetto la Porta dell'Aurora e la sua cappella. Nel 1829, la cappella subì un restauro e acquisì elementi del tardo Neoclassicismo. Poiché l'entrata alla cappella era dall'interno del monastero carmelitano, le donne non potevano entrare dentro. A causa di ciò, nel 1830 una devota patrocinò la costruzione di una galleria a due piani sul lato della strada.
Nel 1927, furono completati lavori di restauro sotto il vescovo Romuald Jałbrzykowski. Con il permesso di papa Pio XI, il dipinto fu incoronato solennemente Madre della Misericordia il 2 luglio 1927 dall'allora arcivescovo di Varsavia cardinale Alexander Kakowski. Alla cerimonia prese parte il presidente Ignacy Mościcki, il primo maresciallo Józef Piłsudski, il primate di Polonia August Hlond, altri 28 vescovi e altri dignitari.

## Dipinto

### Descrizione

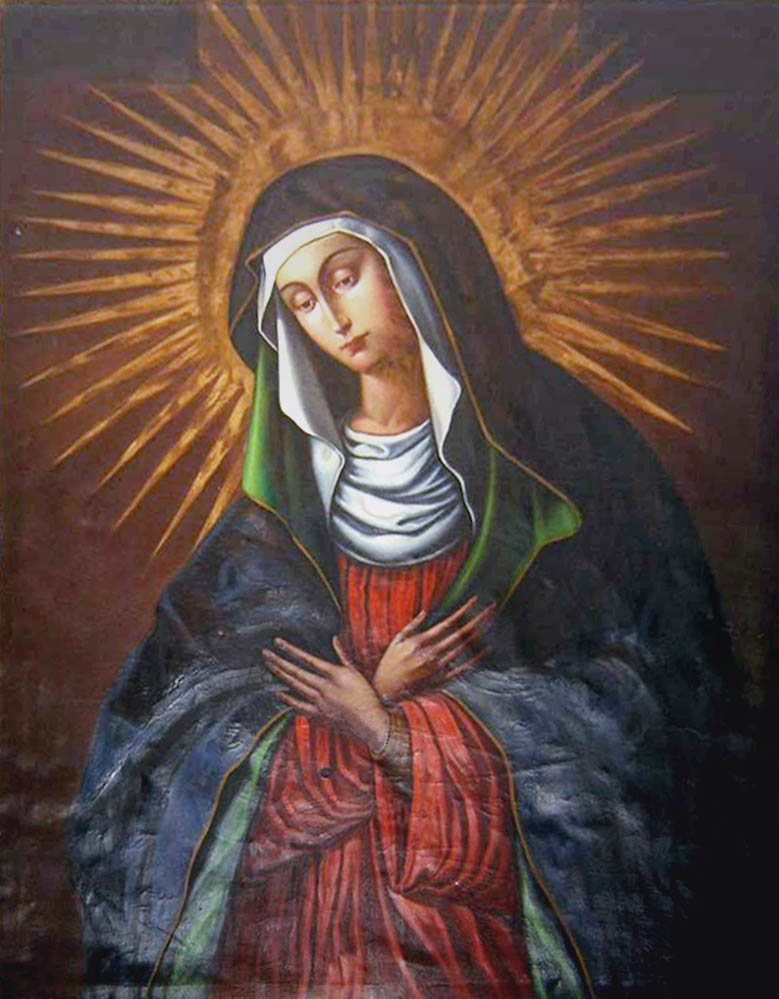
Il dipinto originale con la copertura di metallo rimossa

Il dipinto originale è di 163 x 200 cm e fu realizzato da un artista ignoto su 8 tavole di quercia spesse 2 cm. Com'era consuetudine per l'Europa settentrionale, un sottilissimo strato di mestica di gesso fu applicato alle tavole prima della pittura a tempera. In seguito Nostra Signora fu ridipinto con vernice a olio. Alcuni lavori di restauro furono completati a metà del XIX secolo, mentre altri lavori più importanti, come già detto, furono ultimati nel 1927.
Il dipinto raffigura la complessa personalità e la devozione di Maria. Il capo è dolcemente reclinato a destra, gli occhi sono semichiusi, le mani sono incrociate in segno di devozione; questo ricorda che è una vergine, umile serva del Signore, madre misericordiosa e patrona del popolo. Allo stesso tempo, il capo è circondato dai raggi del sole e il corpo è solitamente coperto con elaborati abiti e corone d'oro e d'argento; questi sono i simboli del suo ruolo divino e maestoso come Regina del Cielo. Il dipinto ricorda anche Tota pulchra es ("Tutta bella sei"), una vecchia preghiera cattolica.

### Rivestimento
La tradizione di decorare i dipinti con abiti o con un rivestimento (riza) di metalli preziosi può essere stata presa in prestito dall'ortodossia orientale. Il vestiario di Nostra Signora è composto di tre parti d'argento dorate, ciascuna completata da artisti diversi in un periodo diverso. Il capo e le spalle furono completate nel 1670–1690; la parte del petto fu adattata da un dipinto diverso nel 1695–1700; il fondo del dipinto fu completato verso gli anni 1730. Gli abiti sono riccamente decorati con motivi floreali: rose, tulipani, narcisi, garofani, e almeno altre sei specie. I fiori erano riferimenti all'hortus conclusus (giardino recintato), un simbolo della verginità e della purezza di Maria.
Il capo di Nostra Signora è adornato da due corone. Due angioletti calano la grande corona in stile rococò con inserti di vetro colorato sulla più piccola corona barocca. Alcuni sostenevano che le due corone, che assomigliano a insegne reali e ducali, rappresentassero rispettivamente il Regno di Polonia e il Granducato di Lituania. Nel 1927, furono fatte due corone identiche di oro puro, donate dal popolo, e furono benedette da papa Pio XI. Il 2 luglio 1927, ebbe luogo la cerimonia di incoronazione e il dipinto ricevette il titolo di Madre della Misericordia. Le corone d'oro andarono in seguito perdute, probabilmente durante la Seconda guerra mondiale.
Sculture dei genitori di Maria – San Gioacchino e Sant'Anna – si ergono su entrambi i lati del dipinto tra le colonne dell'altare.

### Origine e ispirazione
L'origine del dipinto non è nota. Secondo lo storico Teodor Narbutt (1784–1864), il dipinto fu acquistato da Algirdas, granduca di Lituania (1345–1377), come trofeo di guerra dalla Crimea. Questa indicazione, basata su fonti dubbie, insieme ai colori scuri del dipinto che assomigliavano alle icone bizantine, ispirò gli storici russi del XIX secolo ad asserire che il dipinto fosse ortodosso e non cattolico. Questa teoria fu divulgata in vari articoli, opuscoli, studi ed è a volte citata ancora oggi. Altri asserirono che il dipinto fosse stato commissionato dal re di Polonia Sigismondo II Augusto e che raffigurasse sua moglie Barbara Radziwiłł.
Con la veste d'argento che copriva l'intero dipinto, tranne il viso e le mani, era molto difficile per gli storici determinare in quale periodo il dipinto fosse stato creato. Nel 1927, la copertura d'argento fu rimossa per la prima volta da decenni. Il dipinto fu analizzato e restaurato. Sulla base dei nuovi dati raccolti durante il restauro, Mieczysław Skrudlik giunse alla conclusione che il dipinto fosse stato completato intorno al 1630–1650 e lo collegò a un altro dipinto nella Chiesa del Corpus Christi a Cracovia, creato dall'artista Luca nel 1624. Mary Kałamajska Saeed nella sua tesi del 1990 sostenne che Nostra Signora della Porta dell'Aurora fosse opera di un artista locale e fosse ispirata dal contemporaneo pittore fiammingo manierista Marten de Vos attraverso un'incisione di Thomas de Leu (1580).

## Venerazione

### Miracoli e offerte votive

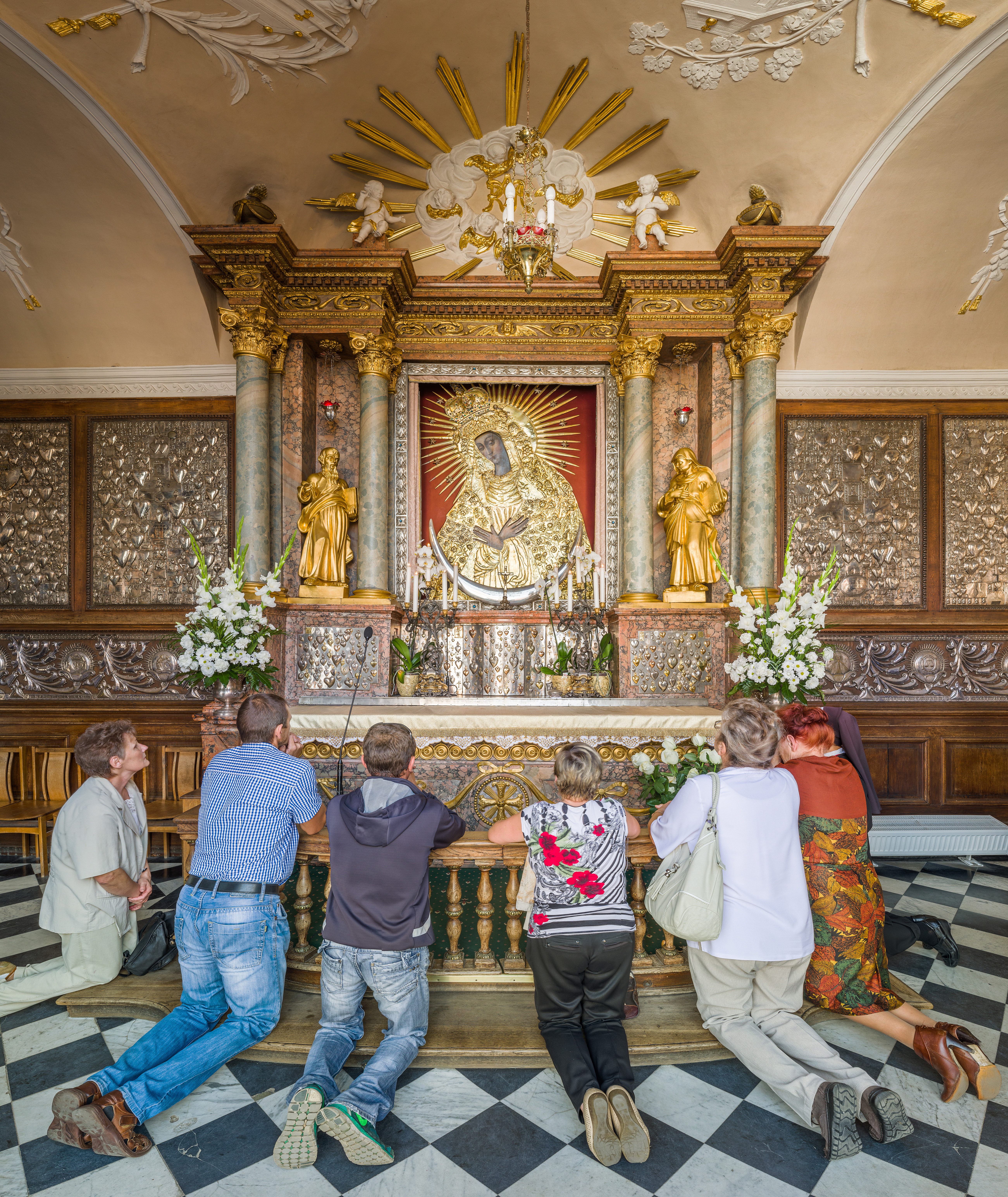
Preghiera all'interno della cappella

Nel 1761, il monaco Ilario pubblicò un libro che enumerava 17 miracoli attribuiti al dipinto e alla Vergine Maria. Il primo miracolo che egli registrò si sarebbe verificato nel 1671, lo stesso anno in cui fu costruita la prima cappella. Un bambino di due anni cadde dal secondo piano su un pavimento di pietra e rimase gravemente ferito. I genitori allora pregarono Nostra Signora e il giorno seguente il bambino era di nuovo sano. Nel 1702, Vilnius fu occupata dall'esercito svedese durante la Grande guerra del nord. Gli Svedesi, che erano Protestanti, si fecero beffe del dipinto, proibirono canti e preghiere e si misero a gozzovigliare intorno alla Porta dell'Aurora. Un soldato sparò perfino al dipinto (il buco della pallottola si può ancora vedere sulla manica destra). La mattina presto del sabato santo, le pesanti porte di ferro caddero e schiacciarono quattro soldati svedesi – due morirono all'istante e due in seguito a causa delle loro ferite. Il giorno seguente, la domenica di Pasqua, l'esercito lituano contrattaccò con successo vicino alla porta. Il comandante, grato per la vittoria, donò una grande offerta votiva alla cappella. Al dipinto si attribuiscono anche altri miracoli: aver domato un incendio della città nel 1706, aver punito un soldato russo per aver tentato nel 1708 di rubare gli abiti d'argento della Vergine, e numerose guarigioni miracolose. Altre narrazioni di miracoli furono conservate dai monaci carmelitani, ma quei testi sono andati perduti.
Le offerte votive divennero una tradizione. Solitamente erano piccoli oggetti d'argento (cuori, crocifissi, figure di persone in preghiera, immagini di occhi, gambe e braccia guariti). Diverse volte (1799, 1808, 1810) alcuni di questi oggetti furono fusi per realizzare oggetti liturgici. Nel 1844 vi era un totale di 785 offerte. Dodici anni dopo, nel 1856, il numero era quasi raddoppiato, arrivando a 1.438. Dal 1884 al 1927 fu tenuto un registro delle nuove offerte. Durante quel periodo furono registrati 2.539 nuovi doni. Attualmente, ci sono circa 8.000 oggetti votivi d'argento nella cappella. La grande luna crescente collocata proprio sotto Nostra Signora è anch'essa un'offerta votiva. Le sue origini sono ignote, ma porta un'iscrizione in polacco e la data del 1849. La luna crescente si accompagna bene alla veste d'argento, aggiungendo paralleli addizionali con la Donna dell'Apocalisse, descritta nell'Apocalisse di Giovanni (12,1) come una donna vestita di sole, con la luna sotto i suoi piedi e sul capo una corona di dodici stelle.

### Santuari in altre località

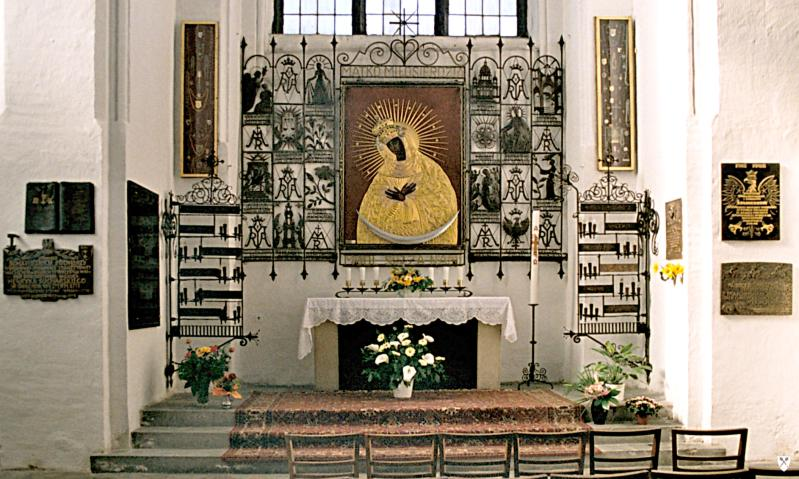
Cappella dedicata a Nostra Signora della Porta dell'Aurora nella Basilica di Santa Maria a Danzica

Oggi questa immagine sacra è venerata dai fedeli cattolici e ortodossi di molti paesi le cui origini risiedono nell'antica Confederazione polacco-lituana, che comprende Lituania, Polonia, Bielorussia, Ucraina e le loro diaspore in tutto il mondo. Ci sono 15 chiese nella stessa Lituania, come pure delle parrocchie lituane a Montréal e Buenos Aires, dedicate alla Beata Vergine Maria della Porta dell'Aurora. Il 26 febbraio 2007, la Parrocchia di Nostra Signora di Vilnius (Aušros Vartų Parapija) fu chiusa dall'Arcidiocesi di New York. Il santuario aveva esposto un'icona di Nostra Signora, dipinta dall'artista Tadas Sviderskis negli anni 1980.
In Polonia la più grande chiesa dedicata a Nostra Signora è la Basilica Mariana a Danzica. Altri santuari dell'icona sacra si trovano in Polonia (Białystok, Drogosze, Kętrzyn, Olsztyn, Skarżysko-Kamienna e Breslavia), nel Regno Unito (Kidderminster), negli Stati Uniti (South River (New Jersey)) e in Australia. Copie del dipinto si possono trovare anche nella Chiesa di Saint-Séverin a Parigi e nella Basilica di San Pietro in Vaticano.